# 孟加拉飲食
孟加拉菜是孟加拉地区的烹饪风格，包括孟加拉国以及印度的西孟加拉邦和特里普拉邦。 该地区的悠久历史和多变气候塑造了孟加拉菜的风格。孟加拉菜以其多样化的风味而闻名，特色包括芥末油以及各种糖果和甜点的风靡。 孟加拉菜十分强调大米作为主食，鱼则是最常见的蛋白质来源。人们更偏好淡水鱼，而非海鱼，不过名为 bhetki 的盲曹鱼也是常见的菜肴。肉类也是孟加拉人喜爱的蛋白质来源，其中鸡肉和羊肉最为流行。牛肉在穆斯林社区中很受欢迎。近年来，扁豆已经成为孟加拉人饮食中的重要组成部分。 许多孟加拉美食传统都源自社交活动，例如 adda（闲谈聚会）、宰牲节盛宴 （Eid feast）、Furir Bari Iftari 或 Mezban（大型社区宴会）。